# Patricia Caro Maya
Patricia Caro Maya (ur. 1982 w Arles) – hiszpańska polityczka, działaczka feministyczna i społeczna narodowości romskiej, posłanka do Parlamentu Europejskiego IX kadencji.

## Życiorys
Studiowała psychologię. Działaczka feministyczna, zajęła się działaniami na rzecz praw kobiet romskich. Pracowała dla Organizacji Bezpieczeństwa i Współpracy w Europie, weszła w skład jednej z grup doradczych ONZ. Związana z ugrupowaniem Podemos; w 2019 kandydowała do Parlamentu Europejskiego z ramienia lewicowej koalicji Unidas Podemos Cambiar Europa. Mandat posłanki do PE IX kadencji objęła w listopadzie 2023, dołączając do Grupy Lewicy.